# Bom Sucesso (Minas Gerais)
Bom Sucesso é um município brasileiro do estado de Minas Gerais situado na Região Imediata de Lavras. Sua população recenseada em 2022 era de 17 151 habitantes.

## Geografia
Está a 205 km da capital Belo Horizonte. Localiza-se a uma latitude 21º01'58" sul e a uma longitude 44º45'28" oeste, estando a uma altitude de 952 metros.[carece de fontes?] Possui uma área de 705,046 km².

### Demografia
| Ano  | População                 |
| ---- | ------------------------- |
| 2022 | 17 151                    |
| 2010 | 17 224[carece de fontes?] |
|      |                           |

### Economia
O municipio está localizada em uma área estratégica economicamente. Localiza-se a 18 km da Rodovia Fernão Dias, que liga Belo Horizonte a São Paulo. Dentro de seu território também há um ramal da linha férrea que liga a capital mineira a Cruzeiro, São Paulo. Essa linha férrea é a mais importante do Brasil.
Há ainda a Linha da Barra do Paraopeba da antiga Estrada de Ferro Oeste de Minas (trecho em bitola métrica) e o Ramal de Divinópolis da antiga Viação Férrea Centro Oeste, estando ambas concedidas à Ferrovia Centro Atlântica.
Sua atividade principal é agropecuária, leite e café, produtos escoados pelas ferrovias e rodovias.

### Divisões
É formado pelo distrito-sede e pelo distrito de Macaia.

## Turismo
A Semana Santa é bem tradicional, com o Setenário das Dores.  
Uma das atrações turísticas do município é o lago formado pela Usina Hidrelétrica do Funil, tornando o Distrito de Macaia um dos locais mais visitados no município. Além de diversas outras quedas d'água, sendo a mais conhecida a Cachoeira dos Machados.
Também se destaca como atração turística na cidade o distrito de Aureliano Mourão, situado a 14 km da cidade, onde o turista encontra várias cachoeiras e corredeiras no Rio das Mortes, pontes e a estação ferroviária da antiga linha da ''bitolinha'' da Maria Fumaça, pertencente à antiga Estrada de Ferro Oeste de Minas (EFOM), e o encontro das águas do Rio Pirapetinga com o Rio das Mortes, com praias e águas propícias à pesca esportiva e banho de rio, prática de ciclismo e outros esportes. 

## Filhos ilustres
- Biografias de Bom-sucessenses notáveis.